# Aire urbaine d'Ambérieu-en-Bugey
L'aire urbaine d'Ambérieu-en-Bugey est une ancienne aire urbaine française. Centrée sur l'unité urbaine d'Ambérieu-en-Bugey, elle a disparu lorsque celle-ci, lors du redécoupage effectué par l'INSEE en 2011, a été intégrée à l'aire urbaine de Lyon.

## Caractéristiques
D'après la définition qu'en donne l'INSEE, l'aire urbaine d'Ambérieu-en-Bugey est composée de seulement deux communes de l'Ain : Ambérieu-en-Bugey et Saint-Denis-en-Bugey. Ses 13 380 habitants, font d'elle la 327e aire urbaine de France.
L'aire urbaine d'Ambérieu-en-Bugey jouxte le nord-est de celle de Lyon, considérablement plus grande. Elle est rattachée à l'espace urbain de Rhône et Alpes.

## Communes
Voici la liste des communes de l'aire urbaine d'Ambérieu-en-Bugey :
| Code INSEE | Commune              | Type        | Département | Superficie (km²) | Population (1999) |
| ---------- | -------------------- | ----------- | ----------- | ---------------- | ----------------- |
| 01004      | Ambérieu-en-Bugey    | Pôle urbain | Ain         | +24,6            | +011 436,         |
| 01345      | Saint-Denis-en-Bugey | Pôle urbain | Ain         | +02,61           | +001 944,         |